# Ljekoviti maslačak
Ljekoviti maslačak (lat. Taraxacum officinale) jest korisna, ljekovita i jestiva zeljasta trajnica iz porodice glavočika. Naraste od 15 do 25 cm visine, okruglaste uspravne šuplje stabljike. Korijen je je slabo razgranat, ali može biti dug do 140 cm, pa dobro crpi vodu i hranjive tvari iz tla.
Rasprostranjen je po cijeloj Europi i Aziji, a nalazi se po svim livadama, i suhim i vlažnim, po oranicama, vrtovima, pašnjacima i na visokim planinama. Cvate kroz dugo razdoblje, pa je omiljen pčelama koje sakupljaju njegov nektar i pelud. Jestivi su svi dijelovi biljke, list, cvijet, korijen i stabljika.

## Sastav
Mliječni sok biljke sadrži taraksacin i taraksacerin, 2-3% gume, a cvjetovi maslačka i lišće sadrže taraksantin, flavoksantin, vitamine C(35 mg/100g), A ( 508 mkg/100g), B2 (0,26 mg/100g), E (3,44 mg/100g), PP, holin, saponine, smole, soli mangana, željezo (3,1 mg/100g), kalcij (187 mg/100g), fosfor (66mg/100g), do 5% proteina, što ih čini hranjivom hranom.
Korijen maslačka sadrži triterpenske spojeve : taraksasterol, tarakserol, pseudotaraksasterol, β-amirin; steroli : β-sitosterol, stigmasterol, taraksol; ugljikohidrate : do 40% inulina ; masno ulje, koje sadrži gliceride palmitinske, linolne, oleinske, cerotinske kiseline; guma, proteini, sluz, smole itd. Taraksantin, flavoksantin, lutein, triterpenski alkoholi, arnidiol, faradiol nalaze se u cvjetnim glavicama i lišću .

## Uporaba u narodnoj medicini
Maslačak se koristi za liječenje hepatitisa, žučnih kamenaca, žutice, gastritisa, kolitisa, cistitisa, za poboljšanje apetita i probave, kod konstipacije, nadimanja, a također i kao antihelmintik. Njegova uporaba kao diuretika, još uvijek nije znanstveno dokazana, ali jedna studija govori da možda moguća i takva upotreba.
Može djelovati antioksidativno, protuupalno te snižava krvni tlak i koncentraciju glukoze u krvi dok se konzumira.
Svježi listovi i sok od lista preporučuju se za liječenje ateroskleroze, kožnih bolesti, nedostatka vitamina C i anemije.
Infuzija biljke zajedno s korijenjem koristi se za razne bolesti jetre i žučnog mjehura, tumore, urolitijazu, hemoroide. Infuzija bilja koristi se za nedostatak vitamina, kao i za razne kožne bolesti poput osipa i akne.
U tradicionalnoj kineskoj medicini, svi dijelovi biljke koriste se kao antipiretik, dijaforetik, restorativ, kao i kod smanjenog apetita, ugriza zmija, kako bi se pojačala laktacija kod dojilja, kod upale limfnih čvorova, furunkuloza i druge kožne bolesti.
Maslačak se također koristi iznutra i izvana za furunkulozu, ekcem, kožne osipe. Uljna tinktura korijena maslačka koristi se kao sredstvo u liječenju opeklina, a pri uklanjanju bradavica se mliječni sok biljke koristi lokalno.
Ponekad se za liječenje ekcema priprema mast iz praha korijena maslačka i meda u omjeru 1:2.

## Uporaba za jelo
Listovi se biljke prije cvatnje rado koriste   kao vrlo zdrava i ukusna salata. Od cvjetova se može prirediti vino,piva te   tkz med od maslačka. Od prženog korijena dobiva se nadomjestak kave.

## Uporaba kao boja
Žuta boje može se dobiti iz cvijeća, ali vrlo malo boje se dobiva iz korijena biljke.

## Sinonimi
- Chondrilla taraxacum (L.) Stokes
- Leontodon taraxacum L.
- Leontodon taraxacum var. vulgare Benth.
- Leontodon vulgaris Lam.
- Taraxacum campylodes G.E.Haglund
- Taraxacum dens-leonis Desf.
- Taraxacum officinale subsp. vulgare Schinz & R.Keller

## Galerija slika
- T. officinale
- T. officinale
- T. officinale
- T. officinale
- T. officinale
- T. officinale
- T. officinale
- T. officinale
- T. officinale

## Vanjske poveznice
|  | Zajednički poslužitelj ima još gradiva o temi Taraxacum officinale |
|  | Wikivrste imaju podatke o taksonu Taraxacum officinale             |

- https://pfaf.org/user/plant.aspx?LatinName=Taraxacum+officinale